# Stefano Sacripanti
Stefano Sacripanti, detto Pino (Cantù, 15 maggio 1970), è un allenatore di pallacanestro italiano.
È cresciuto sportivamente nella sua città natale sia a livello agonistico sia a livello tecnico. Ha giocato come playmaker nei campionati dilettantistici. Inizia ad allenare le squadre giovanili della Pallacanestro Cantù già all'inizio degli anni novanta. Dal 12 giugno 2018 all'11 marzo 2019 è stato l'allenatore della Virtus Bologna. Nonostante l'esonero ha contribuito a lanciare la Virtus Bologna alla conquista del trofeo di Basketball Champions League 2019.

## Carriera

### Club
Nel 2000-01, a stagione già avviata, sostituendo Franco Ciani, diventa capoallenatore della squadra canturina. In quell'anno Cantù ebbe un avvio di stagione assai disastrato, tanto da rischiare la retrocessione, quando Sacripanti prese le redini della squadra riuscì a risollevare la situazione ed a procurare una salvezza quasi insperata.
Nella stagione 2001-02, con il DS Bruno Arrigoni, riesce a costruire una squadra competitiva nonostante il budget ridotto grazie a cestisti statunitensi, all'epoca sconosciuti, come Bootsy Thornton, Jerry McCullough, Sam Hines e Shaun Stonerook. Riesce ad arrivare al quarto posto in regular season e viene eliminato nelle semifinali in gara-5 dalla più ben attrezzata Fortitudo Bologna. Risultato che vale la qualificazione in Eurolega, competizione alla quale Cantù decide di rinunciare per problemi di budget cedendo il posto (conquistato sul campo) a Siena. In quella stagione viene premiato come "allenatore dell'anno".
Con la stagione 2002-03, la squadra ben rodata, riesce ad arrivare in finale di coppa Italia. Nel 2003 vince la Supercoppa italiana di pallacanestro, battendo la Benetton Basket Treviso. Gli anni che seguono, replica con costanza i buoni risultati della società canturina, pur priva di grossi nomi, riesce a divertire il pubblico del Pianella.
Nell'estate 2007, lascia la panchina di Cantù per approdare alla Victoria Libertas Pesaro, neo promossa in Lega A, classificandosi in nona posizione all'esordio e sfiorando di poco l'accesso ai play off. Nel 2008 riesce a raggiungere questo traguardo, ottenendo la qualificazione alle Final Eight con un ottavo posto in campionato.
Nel giugno 2009 sottoscrive ufficialmente un accordo di collaborazione con la società Juvecaserta che, per quattro anni, lo vedrà alla guida tecnica della prima squadra. Dove nel 2010 viene eliminata in gara-5 dall'Olimpia Milano alle semifinali play-off scudetto, dopo una serie tiratissima. Risultato che comunque vale l'Eurolega, dove l'anno successivo verranno eliminati ai preliminari per venire "retrocessi" in Eurocup, nella quale arriveranno ai quarti, ad un passo dalle Final Four.
Nel giugno 2013 lascia la Juvecaserta per tornare alla Pallacanestro Cantù
Il 6 giugno 2015 lascia, di comune accordo con la società, la panchina della squadra brianzola.
Il 20 luglio 2015 passa alla Società Sportiva Felice Scandone.
Con gli irpini, dopo un inizio complicato, si ritaglia un ruolo da protagonista. Il 30 gennaio 2016, batte Milano al Forum di Assago con Avellino, interrompendo una serie record delle scarpette rosse in casa, che non perdevano da 4 anni in partite di campionato. Impresa sfiorata nella Coppa Italia 2016, persa in finale proprio contro l'Armani Milano e poi ai playoff, raggiungendo la semifinale e uscendo battuta da Reggio Emilia nella serie per 4-3.
Nella stagione 2016-17, c'è subito la vendetta dei campani su Reggio Emilia nella semifinale della Supercoppa Italiana, disputata al Forum, ma ancora in finale è l'Armani Milano a fermare i sogni di gloria irpini e di coach Sacripanti.
Sacripanti porta la Scandone a disputare la Basketball Champions League, venendo eliminata agli ottavi di finale dall'Umana Reyer Venezia. Venezia che sarà giustiziere della Scandone anche nella semifinale 2016/17 dei playoff, battendo gli irpini 4-2 nella serie.
Il 12 giugno 2018 diventa il nuovo allenatore della Virtus Bologna. Il 13 gennaio 2019, battendo Varese in trasferta, ottiene la vittoria numero 347 della sua carriera, raggiungendo Ettore Messina al dodicesimo posto della classifica degli allenatori più vincenti di tutti i tempi in Serie A Una settimana più tardi, battendo l'Alma Trieste, supera Messina in quella speciale classifica. L'11 marzo 2019 viene esonerato dal ruolo di capo allenatore della Virtus Bologna e sostituito dal serbo Aleksandar Đorđević.
Il 25 ottobre 2019 viene ingaggiato dopo una lunga trattativa dal Napoli Basket che lo invita a scendere di categoria in Serie A2 per aiutare la squadra dopo un inizio di stagione negativo (3 sconfitte, 0 vittorie). Il 4 aprile 2021 vince la Coppa Italia LNP. Il successivo 27 giugno, conquista la promozione in Serie A. Il 14 marzo 2022, dopo aver ottenuto 9 sconfitte in 10 partite, viene esonerato.
Nel marzo 2023 viene ingaggiato da Scafati nuovamente in Serie A, in sostituzione di Attilio Caja, per mettere in sicurezza la permanenza nella massima serie a fronte di una precaria posizione di classifica. La stagione di Scafati sotto la gestione Sacripanti si conclude con la salvezza al 10º posto in classifica, con un percorso di 5 vittorie e 6 sconfitte, diverse delle quali per un solo tiro di scarto. Il 6 dicembre seguente lascia il club campano per motivi personali extra cestistici.
Il 4 giugno 2024 firma un accordo biennale con la Victoria Libertas Pesaro neo-retrocessa in Serie A2, dove riveste il doppio incarico di capo allenatore e di general manager. La sua seconda parentesi sulla panchina degli adriatici tuttavia si rivela però molto breve poiché il 10 ottobre, nella settimana tra la terza e la quarta giornata, il club rende nota la decisione del tecnico di lasciare i suoi incarichi per motivi strettamente personali che gli impediscono di proseguire nel suo lavoro, con la richiesta da parte dell'ufficio stampa biancorosso di mantenere il massimo riserbo sulla vicenda.

### Nazionale
Dal 2006 è head coach dell'Italia under 20, la quale, sotto la sua guida, nei rispettivi Campionati europei di categoria, disputa ben 5 semifinali in otto anni e sale 3 volte sul podio. Oltre alle 3 medaglie conquistate, vanno infatti ricordati anche i due quarti posti ottenuti rispettivamente nel 2006 e 2009. 
Il 7 novembre 2016 viene annunciato che lascerà la panchina della nazionale giovanile prima dell'Europeo di categoria del 2017 per diventare vice di Ettore Messina in quella maggiore.

## Palmarès

### Club
- Supercoppa italiana: 1

Pall. Cantù: 2003
- Coppa Italia LNP: 1

Napoli Basket: 2021
- Campionato serie A2 LNP: 1

GeVi Napoli: 2020-2021

### Individuale
- Miglior allenatore della Serie A: 1

Pall. Cantù: 2002

### Italiaunder 20
- Europei Under-20:

 Italia/Slovenia 2007
 Spagna 2011
 Estonia 2013